# Feldhockey-Weltmeisterschaft der Herren 2023
Die 15. Feldhockey-Weltmeisterschaft der Herren wurde vom 13. Januar bis zum 29. Januar 2023 im Kalinga Hockey Stadium in Bhubaneswar und im Birsa Munda International Hockey Stadium in Rourkela, jeweils im ostindischen Bundesstaat Odisha, ausgetragen.
Es traten sechzehn Nationalmannschaften zunächst in vier Gruppen und danach im K.-o.-System gegeneinander an.

## Austragungsort
Wie schon 2018 wurde das Turnier im Kalinga Stadium in Bhubaneswar, mit einer Kapazität von 16.000 Zuschauern ausgetragen. Als zweiter Spielort wurde das Birsa Munda International Hockey Stadium in Rourkela, das weltweit größte Hockeystadion, ausgewählt.

## Qualifikation
Neben Gastgeber Indien qualifizierten sich aus Europa 7 Teams, aus Asien 4 Teams, aus Amerika 2 Teams, aus Afrika 1 Team, sowie die beiden Teams aus Ozeanien.
| Land        | qualifiziert als                                        | Datum der Qualifikation | bisherige Teilnahmen | bisherige Teilnahmen                                                               |
| Land        | qualifiziert als                                        | Datum der Qualifikation | Anzahl               | Jahre                                                                              |
| ----------- | ------------------------------------------------------- | ----------------------- | -------------------- | ---------------------------------------------------------------------------------- |
| Indien      | Gastgeber                                               | 8. November 2019        | 14                   | 1971, 1973, 1975, 1978, 1982, 1986, 1990, 1994, 1998, 2002, 2006, 2010, 2014, 2018 |
| Niederlande | 1. Platz Feldhockey-Europameisterschaft der Herren 2021 | 8. Juni 2021            | 14                   | 1971, 1973, 1975, 1978, 1982, 1986, 1990, 1994, 1998, 2002, 2006, 2010, 2014, 2018 |
| Deutschland | 2. Platz Feldhockey-Europameisterschaft der Herren 2021 | 8. Juni 2021            | 14                   | 1971, 1973, 1975, 1978, 1982, 1986, 1990, 1994, 1998, 2002, 2006, 2010, 2014, 2018 |
| Belgien     | 3. Platz Feldhockey-Europameisterschaft der Herren 2021 | 8. Juni 2021            | 06                   | 1973, 1978, 1994, 2002, 2014, 2018                                                 |
| England     | 4. Platz Feldhockey-Europameisterschaft der Herren 2021 | 8. Juni 2021            | 13                   | 1973, 1975, 1978, 1982, 1986, 1990, 1994, 1998, 2002, 2006, 2010, 2014, 2018       |
| Spanien     | 5. Platz Feldhockey-Europameisterschaft der Herren 2021 | 11. Juni 2021           | 14                   | 1971, 1973, 1975, 1978, 1982, 1986, 1990, 1994, 1998, 2002, 2006, 2010, 2014, 2018 |
| Frankreich  | Europäisches Qualifikationsturnier                      | 24. Oktober 2021        | 03                   | 1971, 1990, 2018                                                                   |
| Wales       | Europäisches Qualifikationsturnier                      | 24. Oktober 2021        | 0                    | erstmalige Teilnahme                                                               |
| Südafrika   | Afrikameister                                           | 23. Januar 2022         | 06                   | 1994, 2002, 2006, 2010, 2014, 2018                                                 |
| Argentinien | Panamerikameister                                       | 28. Januar 2022         | 13                   | 1971, 1973, 1975, 1978, 1982, 1986, 1990, 1994, 2002, 2006, 2010, 2014, 2018       |
| Chile       | 2. Panamerikameisterschaft                              | 28. Januar 2022         | 0                    | erstmalige Teilnahme                                                               |
| Südkorea    | 1. Platz Asienmeisterschaft                             | 26. Mai 2022            | 06                   | 1994, 1998, 2002, 2006, 2010, 2014                                                 |
| Malaysia    | 2. Platz Asienmeisterschaft                             | 26. Mai 2022            | 08                   | 1973, 1975, 1978, 1982, 1998, 2002, 2014, 2018                                     |
| Japan       | 4. Platz Asienmeisterschaft 1                           | 26. Mai 2022            | 04                   | 1971, 1973, 2002, 2006                                                             |
| Australien  | von FIH ernannt                                         |                         | 13                   | 1971, 1975, 1978, 1982, 1986, 1990, 1994, 1998, 2002, 2006, 2010, 2014, 2018       |
| Neuseeland  | von FIH ernannt                                         |                         | 10                   | 1973, 1975, 1982, 1986, 1998, 2002, 2006, 2010, 2014, 2018                         |

fett = Weltmeister im jeweiligen Jahr

## Schiedsrichter
Folgende 18 Schiedsrichter wurden von der FIH für die Weltmeisterschaft nominiert:
- German Montes
- Dan Barstrow
- Bruce Bale
- Marcin Grochal
- Ben Göntgen
- Steve Rogers
- Rawi Anbananthan
- Lim Hong Zhen
- Martin Madden
- Raghu Prasad
- Javed Shaikh
- Gareth Greenfield
- David Tomlinson
- Jonas van’t Hek
- Coen van Bunge
- Federico Garcia
- Sean Rapaport
- Jakub Mejzlik

## Gruppen
| Gruppe A    | Gruppe B    | Gruppe C    | Gruppe D |
| ----------- | ----------- | ----------- | -------- |
| Australien  | Belgien     | Niederlande | Indien   |
| Argentinien | Deutschland | Neuseeland  | England  |
| Frankreich  | Südkorea    | Malaysia    | Spanien  |
| Südafrika   | Japan       | Chile       | Wales    |

## Vorrunde
Alle Zeitangaben sind in Ortszeit (Indian Standard Time; UTC+5:30) angegeben und damit viereinhalb Stunden gegenüber MEZ versetzt.

### Gruppe A
| Datum           | Zeit      | Begegnung                | Ergebnis | MR |
| --------------- | --------- | ------------------------ | -------- | -- |
| 13. Januar 2023 | 13:00 Uhr | Argentinien – Südafrika  | 1:0      |    |
| 13. Januar 2023 | 15:00 Uhr | Australien – Frankreich  | 8:0      |    |
| 16. Januar 2023 | 17:00 Uhr | Frankreich – Südafrika   | 2:1      |    |
| 16. Januar 2023 | 19:00 Uhr | Argentinien – Australien | 3:3      |    |
| 20. Januar 2023 | 13:00 Uhr | Australien – Südafrika   | 9:2      |    |
| 20. Januar 2023 | 15:00 Uhr | Frankreich – Argentinien | 5:5      |    |

| Pl. | Mannschaft  | Sp. | S | U | N | Tore | Diff. | Pkt. |
| --- | ----------- | --- | - | - | - | ---- | ----- | ---- |
| 1   | Australien  | 3   | 2 | 1 | 0 | 20:5 | +15   | 7    |
| 2   | Argentinien | 3   | 1 | 2 | 0 | 9:8  | +1    | 5    |
| 3   | Frankreich  | 3   | 1 | 1 | 1 | 7:14 | −7    | 4    |
| 4   | Südafrika   | 3   | 0 | 0 | 3 | 3:12 | −9    | 0    |

### Gruppe B
| Datum           | Zeit      | Begegnung              | Ergebnis | MR |
| --------------- | --------- | ---------------------- | -------- | -- |
| 14. Januar 2023 | 17:00 Uhr | Belgien – Südkorea     | 5:0      |    |
| 14. Januar 2023 | 19:00 Uhr | Deutschland – Japan    | 3:0      |    |
| 17. Januar 2023 | 17:00 Uhr | Südkorea – Japan       | 2:1      |    |
| 17. Januar 2023 | 19:00 Uhr | Deutschland – Belgien  | 2:2      |    |
| 20. Januar 2023 | 17:00 Uhr | Belgien – Japan        | 7:1      |    |
| 20. Januar 2023 | 19:00 Uhr | Südkorea – Deutschland | 2:7      |    |

| Pl. | Mannschaft  | Sp. | S | U | N | Tore | Diff. | Pkt. |
| --- | ----------- | --- | - | - | - | ---- | ----- | ---- |
| 1   | Belgien     | 3   | 2 | 1 | 0 | 14:3 | +11   | 7    |
| 2   | Deutschland | 3   | 2 | 1 | 0 | 12:4 | +8    | 7    |
| 3   | Südkorea    | 3   | 1 | 0 | 2 | 4:13 | −9    | 3    |
| 4   | Japan       | 3   | 0 | 0 | 3 | 2:12 | −10   | 0    |

### Gruppe C
| Datum           | Zeit      | Begegnung                | Ergebnis | MR |
| --------------- | --------- | ------------------------ | -------- | -- |
| 14. Januar 2023 | 13:00 Uhr | Neuseeland – Chile       | 3:1      |    |
| 14. Januar 2023 | 15:00 Uhr | Niederlande – Malaysia   | 4:0      |    |
| 16. Januar 2023 | 13:00 Uhr | Malaysia – Chile         | 3:2      |    |
| 16. Januar 2023 | 15:00 Uhr | Neuseeland – Niederlande | 0:4      |    |
| 19. Januar 2023 | 13:00 Uhr | Malaysia – Neuseeland    | 3:2      |    |
| 19. Januar 2023 | 15:00 Uhr | Niederlande – Chile      | 14:0     |    |

| Pl. | Mannschaft  | Sp. | S | U | N | Tore | Diff. | Pkt. |
| --- | ----------- | --- | - | - | - | ---- | ----- | ---- |
| 1   | Niederlande | 3   | 3 | 0 | 0 | 22:0 | +22   | 9    |
| 2   | Malaysia    | 3   | 2 | 0 | 1 | 6:8  | −2    | 6    |
| 3   | Neuseeland  | 3   | 1 | 0 | 2 | 5:8  | −3    | 3    |
| 4   | Chile       | 3   | 0 | 0 | 3 | 3:20 | −17   | 0    |

### Gruppe D
| Datum           | Zeit      | Begegnung         | Ergebnis | MR |
| --------------- | --------- | ----------------- | -------- | -- |
| 13. Januar 2023 | 17:00 Uhr | England – Wales   | 5:0      |    |
| 13. Januar 2023 | 19:00 Uhr | Indien – Spanien  | 2:0      |    |
| 15. Januar 2023 | 17:00 Uhr | Spanien – Wales   | 5:1      |    |
| 15. Januar 2023 | 19:00 Uhr | England – Indien  | 0:0      |    |
| 19. Januar 2023 | 17:00 Uhr | Spanien – England | 0:4      |    |
| 19. Januar 2023 | 19:00 Uhr | Indien – Wales    | 4:2      |    |

| Pl. | Mannschaft | Sp. | S | U | N | Tore | Diff. | Pkt. |
| --- | ---------- | --- | - | - | - | ---- | ----- | ---- |
| 1   | England    | 3   | 2 | 1 | 0 | 9:0  | +9    | 7    |
| 2   | Indien     | 3   | 2 | 1 | 0 | 6:2  | +4    | 7    |
| 3   | Spanien    | 3   | 1 | 0 | 2 | 5:7  | −2    | 3    |
| 4   | Wales      | 3   | 0 | 0 | 3 | 3:14 | −11   | 0    |

## Finalrunde
Alle Zeitangaben sind in Ortszeit (Indian Standard Time; UTC+5:30) angegeben und damit viereinhalb Stunden gegenüber MEZ versetzt.

### Überkreuzspiele
Die Überkreuzspiele (cross-over matches) zwischen den Gruppenzweiten und -dritten wurden am 22. und 23. Januar 2023 ausgetragen. Die Sieger qualifizierten sich für das Viertelfinale.
| Datum           | Zeit      | Begegnung                | Ergebnis        | MR |
| --------------- | --------- | ------------------------ | --------------- | -- |
| 22. Januar 2023 | 16:30 Uhr | Malaysia – Spanien       | 3:4 n. P. (2:2) |    |
| 22. Januar 2023 | 19:00 Uhr | Indien – Neuseeland      | 4:5 n. P. (3:3) |    |
| 23. Januar 2023 | 16:30 Uhr | Deutschland – Frankreich | 5:1 (4:0)       |    |
| 23. Januar 2023 | 19:00 Uhr | Argentinien – Südkorea   | 2:3 n. P. (5:5) |    |

### Viertelfinale
Die Viertelfinalspiele fanden am 24. und 25. Januar 2023 statt. Die Sieger qualifizierten sich für das Halbfinale.
| Datum           | Zeit      | Begegnung              | Ergebnis        | MR |
| --------------- | --------- | ---------------------- | --------------- | -- |
| 24. Januar 2023 | 16:30 Uhr | Australien – Spanien   | 4:3 (1:2)       |    |
| 24. Januar 2023 | 19:00 Uhr | Belgien – Neuseeland   | 2:0 (2:0)       |    |
| 25. Januar 2023 | 16:30 Uhr | England – Deutschland  | 3:4 n. P. (2:2) |    |
| 25. Januar 2023 | 19:00 Uhr | Niederlande – Südkorea | 5:1 (1:0)       |    |

### Halbfinale
Die beiden Halbfinalspiele wurden am 27. Januar 2023 ausgetragen.
| Datum           | Zeit      | Begegnung                | Ergebnis        | MR |
| --------------- | --------- | ------------------------ | --------------- | -- |
| 27. Januar 2023 | 16:30 Uhr | Australien – Deutschland | 3:4 (2:0)       |    |
| 27. Januar 2023 | 19:00 Uhr | Belgien – Niederlande    | 5:4 n. P. (2:2) |    |

### Spiel um Platz 3
Das Spiel um Platz 3 fand am 29. Januar 2023 statt.
| Datum           | Zeit      | Begegnung                | Ergebnis  | MR |
| --------------- | --------- | ------------------------ | --------- | -- |
| 29. Januar 2023 | 16:30 Uhr | Australien – Niederlande | 1:3 (1:0) |    |

### Finale
Das Finale fand am 29. Januar 2023 statt.
| Datum           | Zeit      | Begegnung             | Ergebnis        | MR |
| --------------- | --------- | --------------------- | --------------- | -- |
| 29. Januar 2023 | 19:00 Uhr | Deutschland – Belgien | 5:4 n. P. (3:3) |    |

## Medaillengewinner
| Platz | Land        | Sportler |
| ----- | ----------- | --- |
| 1     | Deutschland | Alexander Stadler (TW), Mathias Müller, Mats Grambusch, Lukas Windfeder, Niklas Wellen, Thies Prinz, Paul-Philipp Kaufmann (ohne Einsatz), Teo Hinrichs, Tom Grambusch, Gonzalo Peillat, Christopher Rühr, Justus Weigand, Niklas Bosserhoff (ohne Einsatz), Marco Miltkau, Martin Zwicker, Hannes Müller, Timur Oruz, Moritz Trompertz, Moritz Ludwig, Jean-Paul Danneberg (TW)         |
| 2     | Belgien     | Vincent Vanasch (TW), Loic Van Doren (TW ohne Einsatz), Thibeau Stockbroekx (ohne Einsatz), Arthur Van Doren, John-John Dohmen, Florent Van Aubel, Sébastien Dockier, Cédric Charlier, Gauthier Boccard, Nicolas De Kerpel, Alexander Hendrickx, Félix Denayer, Simon Gougnard, Arthur De Sloover, Antoine Kina, Loïck Luypaert, Victor Wegnez, Tom Boon, Maxime Van Oost, Tanguy Cosyns |
| 3     | Niederlande | Pirmin Blaak (TW), Maurits Visser (TW), Lars Balk, Jonas de Geus, Thijs van Dam, Thierry Brinkman, Seve van Ass, Jorrit Croon, Terrance Pieters, Dennis Warmerdam (ohne Einsatz), Floris Wortelboer, Teun Beins, Tjep Hoedemakers, Koen Bijen, Steijn van Heijningen, Jip Janssen, Tijmen Reyenga, Jasper Brinkman (ohne Einsatz), Justen Blok, Derck de Vilder                          |